# The Show
The Show er et sydkoreansk musik-tv-program udsendt af SBS MTV. Den sendes live hver tirsdag og sendes fra SBS Prism Tower i Sangam-dong, Seoul, Sydkorea.